# Heemskerk vasútállomás
Heemskerk vasútállomás vasútállomás Hollandiában, Heemskerk községben,  településen.

## Vasútvonalak
Az állomást az alábbi vasútvonalak érintik:
- Haarlem–Uitgeest-vasútvonal

## Kapcsolódó állomások
A vasútállomáshoz az alábbi állomások vannak a legközelebb:
- Uitgeest vasútállomás
- Beverwijk vasútállomás